# 플루토 비밀결사대
《플루토 비밀결사대》는 2014년 2월 7일부터 2014년 5월 23일까지 EBS에서 방송된 어린이 드라마로, 제11회 비룡소 황금도깨비상 장편부분 소설 수상작 《플루토 비밀 결사대》를 토대로 제작되었다.
제목의 플루토는 에드거 앨런 포의 추리소설 검은 고양이에 나오는 고양이 이름으로 염라대왕이라는 뜻을 가지고 있다. 참고로 ebs에서 마지막으로 방송된 어린이 드라마이다.

## 등장 인물

### 플루토 비밀결사대
- 김지민 - 강하라(원본:강금숙) 역

추리 소설 매니아에 뛰어난 언변과 설득력의 소유자.
때론 질투의 대상이 되기도 하지만 그런 것 따위 아랑곳 않고 장차 대통령을 꿈꿀 정도로 당찬 성격이다. 경찰청 수사과장인 아빠가 모함을 받고 어촌마을로 좌천되자 전학을 왔다. 아버지와 이혼한 엄마는 자신의 일과 행복을 찾아 영국으로 떠났고 일과 사랑을 모두 잃어버린 아버지를 자기라도 지켜주고 싶어하는 정의감과 의협심이 강한 소녀다. 조용하던 어촌마을이 전학 온 강하라의 등장으로 부산해지며 플루토 비밀 결사대가 조직되고 바야흐로 대활약이 시작된다.
- 윤찬영 - 이우진 역

장난기 다분한 다혈질 성격에 공부보다는 야구를 특히 사랑하는 스포츠 소년.
대부분의 지식은 만화와 게임 캐릭터, TV 예능 프로그램에서 섭렵해 얌전한 동생 서진이에 비해 재치 만점이다. 건강한 매력으로 늘 해피바이러스를 전파해 친구들에게도 인기가 많다. 자신보다 뛰어난 수재인 동생 서진이와 비교당해 때로는 스트레스를 받지만, 한편으로는 동생을 누구보다 사랑하고 아낀다. 가슴 한 구석엔 몸이 약한 동생 서진이를 애지중지하는 부모님에 대한 서운함도 있지만, 남자는 그런 걸 내색하면 절대 안 된다는 강박증도 있다.
- 탕준상 - 이서진 역

우진의 동생. 싸이코메트리 초능력을 지닌 플루토 비밀결사대원.
몸이 아픈 서진을 위해 3년 전 부모님들은 하던 일을 접고 어촌마을로 내려와 펜션을 하게 되었다. 어려서 심하게 열병을 앓은 후 이상한 징후가 나타나기 시작했는데, 바로 사이코 메트리 초능력이다. 100% 완벽하지는 않고 몇 개의 영상이 스치듯 떠오르는 수준이긴 하지만, 플루토 비밀결사대가 조직되고 서진이의 이 초능력이 해결의 실마리를 푸는데 대활약을 하게 된다. 다만, 초능력을 쓰고 나면 탈진하고 심하게 몸살을 앓는 후유증이 있어 부모님 모르게 우진과 서진은 걱정이 많다.
- 홍태의 - 최동영 역

키가 크고 멋진 외모에 젖은 듯한 깊은 눈빛의 소유자.
과묵하면서도 툭툭 내뱉는 말투 하나하나가 촌철살인. 하지만 알고 보면 진중하고 사려 깊어 여자 아이들에게 인기 짱이고, 남자 아이들에게 동경의 대상이다. 우진과는 특히 단짝이다. 관찰력과 기억력이 뛰어나고, 논리로는 강하라에게 뒤지지 않는다. 사업이 망해 부모님들이 해외로 도피하면서, 2년 전 삼촌에게 맡겨진 후 더욱 말수가 줄어버렸지만 전학생인 강하라의 등장으로 동영에게도 조금씩 변화가 생기는 듯하다.
- 박시은 - 진선미 역

늘 거울을 손에 달고 사는 결코 밉지만은 않은 악녀.
까칠하고 이기적인 성격에 지고는 못사는 승부사 기질이 있다. 질투의 화신으로 자신보다 예쁜 사람, 자신보다 잘난 사람 절대 용서 못한다. 이 지역 최고 갑부에 장차 정치가를 꿈꾸는 아버지의 권력으로 세상 무서운 줄 모른다. 강하라와 최동영이 붙어다니는 모습을 도저히 봐줄 수 없어서 강하라와의 한판 전쟁을 선포하며 사사건건 플루토 대원들을 괴롭히는 트러블 메이커이다.

### 플루토 비밀 결사대의 가족들
- 김명수 - 강석 역

강하라의 아버지.
서울 경찰청 수사과장에서 모종의 사건에 휘말리며 모함을 당해 직위도 강등되고 한직으로 밀려나게 된다. 완벽주의에 워커홀릭이 심해, 하라 엄마와도 이혼한 상태인데 억울함까지 당하자 자포자기해 일에 대한 의욕도 상실한 채 대충 살겠다 마음먹지만 오히려 어촌마을로 와서 아이들의 열정과 놀라운 추리력에 자극을 받아 조금씩 예전의 자신으로 돌아가게 된다.
- 김현철 - 이상식 역

이우진과 이서진의 아버지.
서울에서 대기업 연구원이었던 그는 둘째 아들 서진이 원인모를 열병으로 시름시름 앓자 아들을 위해 서울생활을 모두 정리하고 삼 년 전 가족들과 함께 지금의 아름다운 어촌 마을로 이사를 온다. 자상하고 가정적이며 좋은 아빠의 표본이다.
- 김나영 - 오은희 역

이우진과 이서진의 어머니.
전직 애니메이션계의 잘나가는 성우였다. 자신의 일 때문에 제대로 돌보지 못해 서진이가 아픈 거 같아 늘 미안함을 가지고 있다가, 남편의 특단의 결정에 모든 일을 접고 어촌을 내려와서 남편과 함께 펜션을 운영한다.
- 허정민 - 최기찬 역

최동영의 삼촌.
호기심 천국에 전국구 오지랖으로 늘 바쁘다. 개그맨을 꿈꾸었으나 사업을 하다 망한 형 때문에 안정적인 직장을 구하라는 부모님의 강요로 경찰이 되었다. 큰형인 동영이 아빠가 사업이 망한 후 해외로 도피함에 따라 졸지에 동영을 돌보게 된 보호자. 그러나 늘 덤벙대고 좌충우돌하는 통에 오히려 어른스러운 동영이가 보호자 같다.
- 엄현경 - 송수지 역

담임교사.
자신이 바라던 학교가 아닌 시골 어촌마을로 부임되자 실망이 큰 귀여운 속물. 사람의 얼굴을 잘 기억 못해 실수를 자주하고 건망증도 심하다. 성격이 급해 때때로 욱하고, 불의를 보면 절대 참지 못하는 인내심 결여 등 선생으로선 문제가 많아도 너무 많다. 그러나 다른 사람들과 생각을 달리하는 역발상의 사차원 이미지에 아이들과도 친구처럼 잘 지내고 잘 통하는 엉뚱 발랄 인간미가 있다. 동영이 삼촌이 자신을 좋아한다는 걸 알지만 짐짓 모른척하며 즐긴다.
- 조양자 - 프란체스카 역

진선미의 집사.
진선미를 돌봐주는 집사. 늘 새카만 옷에 짙은 아이라인 화장으로 언뜻 보면 마녀같다. 늘 무표정해 무슨 생각을 하는지 무슨 사연이 있는지 모르겠지만, 선미 일이라면 누구보다도 앞장서서 척척, 한치의 오차도 없이 처리해내는 미스터리한 인물이다.
- 최민성 - 마선생 역

송수지의 동료교사. 외모가 샤방샤방하여 애들에게 인기만점인 꽃미남

### 그 외 인물
- 안승훈 - 진상호 역

진선미의 아빠. 진선미의 아빠이자 지역유지이며 정치가를 꿈꾼다. 독선적이고 권위주의적.
- 초등학교 6학년 아이들

### 특별출연
- 김흥국 : 수사반장 박준수 역
- 오만석 : 최기찬의 동료 형사 역
- 이주현 : 이영국 역
- 도희 : 편의점 손님 역
- 이종혁 : 강석의 전 동료 역
- 김정산 : 편의점 알바생 역
- 방은희 : 보험사 영업사원 역
- 김성주 : 기자 역
- 최재원, 이혜은 : 유괴 아동의 부모 역

## 에피소드
| 회차   | 방송일          | 부제목                                 | 비고 |
| ------ | --------------- | -------------------------------------- | ---- |
| 제1회  | 2014년 2월 7일  | 컨테이너 살인사건                      | -    |
| 제2화  | 2014년 2월 14일 | 누구나 영웅이 될 수 있다.              | -    |
| 제3화  | 2014년 2월 21일 | 정의를 위하여                          | -    |
| 제4화  | 2014년 2월 28일 | 그녀를 믿지 마세요.                    | -    |
| 제5화  | 2014년 3월 7일  | 솔로몬의 재판                          | -    |
| 제6화  | 2014년 3월 14일 | 사라진 유물을 찾아라                   | -    |
| 제7화  | 2014년 3월 21일 | 김상선의 집을 찾아서                   | -    |
| 제8화  | 2014년 3월 28일 | 섀도게임, 그림자 놀이                  | -    |
| 제9화  | 2014년 4월 4일  | 그 애에게 무슨 일이 일어나고 있는 걸까 | -    |
| 제10화 | 2014년 4월 11일 | 내가 널 지켜줄게                       | -    |
| 제11화 | 2014년 4월 18일 | 편의점을 지켜라                        | -    |
| 제12화 | 2014년 4월 25일 | 차이가 차별을 만들지 않는 세상         | -    |
| 제13화 | 2014년 5월 2일  | 2014 학교괴담                          | -    |
| 제14화 | 2014년 5월 9일  | 유령이, 나타났어요!                    | -    |
| 제15화 | 2014년 5월 16일 | 어른들은 몰라요.                       | -    |
| 제16화 | 2014년 5월 23일 | 플루토여 영원하라. (최종회)            | -    |

## 같이 보기
- 셜록 홈즈
- 아케치 코고로
- 명탐정 코난
- 소년탐정 김전일